# Joan Escandell Torres
Joan Escandell Torres   (Eivissa, 1937) és un autor de còmics i humorista gràfic. Va dibuixar sèries reconegudes en el món de les vinyetes com, El Capitán Trueno o Joyas Literarias i en sèries pròpies com El Sargento Furia o Astromán, que comptava amb guions de Víctor Mora. Bona part de la seva carrera la va desenvolupar a l'Editorial Bruguera, i en treballs per agencies com Creaciones Editoriales entre d'altres, fent treballs per l'estranger, també va treballar per Disney.

## Biografia
Joan Escandell va néixer el 1937 al barri de sa Penya de la ciutat d'Eivissa, de molt nen es va interessar pels còmics i amb uns deu anys ja copiava les vinyetes de Roberto Alcázar y Pedrín, El Guerrero del Antifaz o El Pequeño Luchador. Va estudiar a l'escola sa Graduada fins als anys que en acabar els primers estudis va anar a l'Escola d'Arts i Oficis on va tenir de professor a Ignasi Agudo Clarà i Antoni Pomar Juan. Hi va estudiar fins als dinou anys, moment en què es va incorporar al servei militar.
Joan Escandell, l'any 1959 va marxar de l'illa per buscar feina de dibuixant de còmics. Com que a la seva illa aquest àmbit no estava gaire desenvolupat va haver de marxar a Barcelona. Tan bon punt va arribar, li van fer una entrevista i el van contractar a l'editorial Bruguera.
Li van oferir lloc de treball com a dibuixant de còmic. Bruguera era l'editorial més important que hi havia a Espanya en aquell moment, va ser fundada el 1910. Al cap d'una setmana el varen canviar de lloc i el van posar a retocar dibuixos, ja que en aquella època la censura era vigent i no es volia que hi haguessin ni escots ni faldilles en els dibuixos.
Escandell va treballar un any als estudis Bruguera i posteriorment va obrir un estudi pel seu compte, treballant igualment per Bruguera durant vint anys més. Va millorar el traç i qualitat de dibuix a l'editorial, on va dibuixar per diferents guionistes, tan importants com: Víctor Mora o José Antonio Vidal Sales i va compartir espai amb Ibañez. Durant els vint anys que va treballar a Burguera, va participar en diferents publicacions, tan conegudes com: El Capitan Trueno (el guionista era Víctor Mora), Joyas Literarias Juveniles (el guionista era José Antonio Vidal Sales) la majoria les va dibuixar ell.
Sargento Furia va ser creat pel guionista José Antonio Vidal Sales i dibuixat exclusivament per Joan Escandell. També va treballar anys després per a EUA i Alemanya, dibuixant temes eròtics i de l'oest.
Per altra banda va fer relats curts per revistes i diaris, una d'elles era una història que tractava de gestes bèl·liques d'ambientació àrab. En aquella època tenia lloc la guerra entre Iran-Iraq i va haver-hi un atac a l'ambaixada iraquiana a Madrid. El traductor àrab, amb el qual Escandell treballava estava implicat en l'atac, a causa d'això es va acabar l'edició.